# Ukročena trmoglavka
Ukročena trmoglavka je ena zgodnjih odrskih del - komedij Williama Shakespeara.

### Zgodba
V Padovi je živel bogat plemič. Imel je dve hčeri. Najstarejšo so zaradi svojega glasu, zadirčnosti in trmoglavosti klicali Katarina Trmoglavka. Mnogo snubcev je prišlo, da bi omožilo Katarinino sestro Bianco, vendar jih je plemič Baptiste zavračal, češ da naj pridejo šele takrat, ko bo oddal starejšo hčerko.
Katarini so iskali  snubca, vendar je zaradi njene trmoglavosti nihče ni želel za ženo. Enkrat, pa je po naključju prišel v Padovo plemič Petruchio. Ni se ustrašil slabih podatkov o njenem značaju in je bil odločen, da jo ukroti, zato jo je prosil za roko. Objlubil ji je, da bo prinesel prstane, nakit in razkošno obleko. Naslednjo nedeljo je prišel s služabnikom po njo. Ni prinesel prstanov, niti nakita, ali obleke. Katarina je bila jezna. Ko sta se poročila, ji Petruchio ni dovolil biti na svatbi in jo je odpeljal k sebi domov. Po utrudljivem potovanju je sklenil, da ta dan ne bo jedla in dobro spala. Naslednji dan ji je prinesel majhen obrok, vendar ga ni hotela. Kasneje se je le uprla in naučil jo je reči besedi “hvala” in “prosim”. Prišel je krojač in prinesel vse najlepše obleke, vendar jih Katarina ni dobila ker ni bila ljubezniva. Enkrat pa sta se s konji odpravila h Katarininemu očetu na svatbo mlajše hčere. Med potjo je še zadnjič preiskusil njeno pokornost.Ko sta prispela, sta soproga Katarininih sester začela zbijati šale na račun Petruchia in se smejala, ker se je poročil s Katarino. Zaradi tega je Petruchio stavil, čigava žena bo prej prišla, ko jo mož pokliče. Katarina je ubogala in prišla, ostali dve pa nista prišli. Vsi so se čudili svojim očem, Katarinin oče pa je bil presrečen. Za povrh, pa je Katarina povedala sestrama še vse dolžnosti ki jih imata do svojih soprogov.
Tako je Katarina v Padovi spet zaslovela; vendar ne kot Trmoglavka, ampak kot ubogljiva in vesta žena.

### Psihološka utemeljitev
V finalu igre Katarina razkrije svoje karte: Petruchio je imel prav: njeno uporništvo je bila le nerodna oblika želje po ljubezni in družinski sreči. Le umirjena ženska lahko to doživi v polni meri, ker pretiran ponos onemogoča srečo in je vir notranjih muk, kar lahko ozdravijo le na prvi pogled kruta dejanja, prijemi krotilca, ki jih je moral uporabiti bodoči mož za njeno preobrazbo.
Te Katarinine besede potrjujejo, da je za masko trme Petruchio že od vsega začetka lahko računal na možnost, da se mu bo odkrilo pravo žensko srce, ki je pripravljeno služiti tistemu, ki jo resnično  ljubi. Kot nagrado za svoje zaupanje in tveganja, povezana z razkritjem, je Petruchio dobil zvesto in ljubečo ženo. Kar se tiče njegovih lastnih vrednot je Petruchio med bojem za osebno srečo pridobil velikodušnost, ki je tako nujna za osvojitev ženskega srca. 